# Paradrallia
Paradrallia is een geslacht van vlinders van de familie tandvlinders (Notodontidae), uit de onderfamilie Thaumetopoeinae.

## Soorten
- P. punctigera Hulstaert, 1924
- P. rhodesi Bethune-Baker, 1908